# Julius Yeshu Çiçek

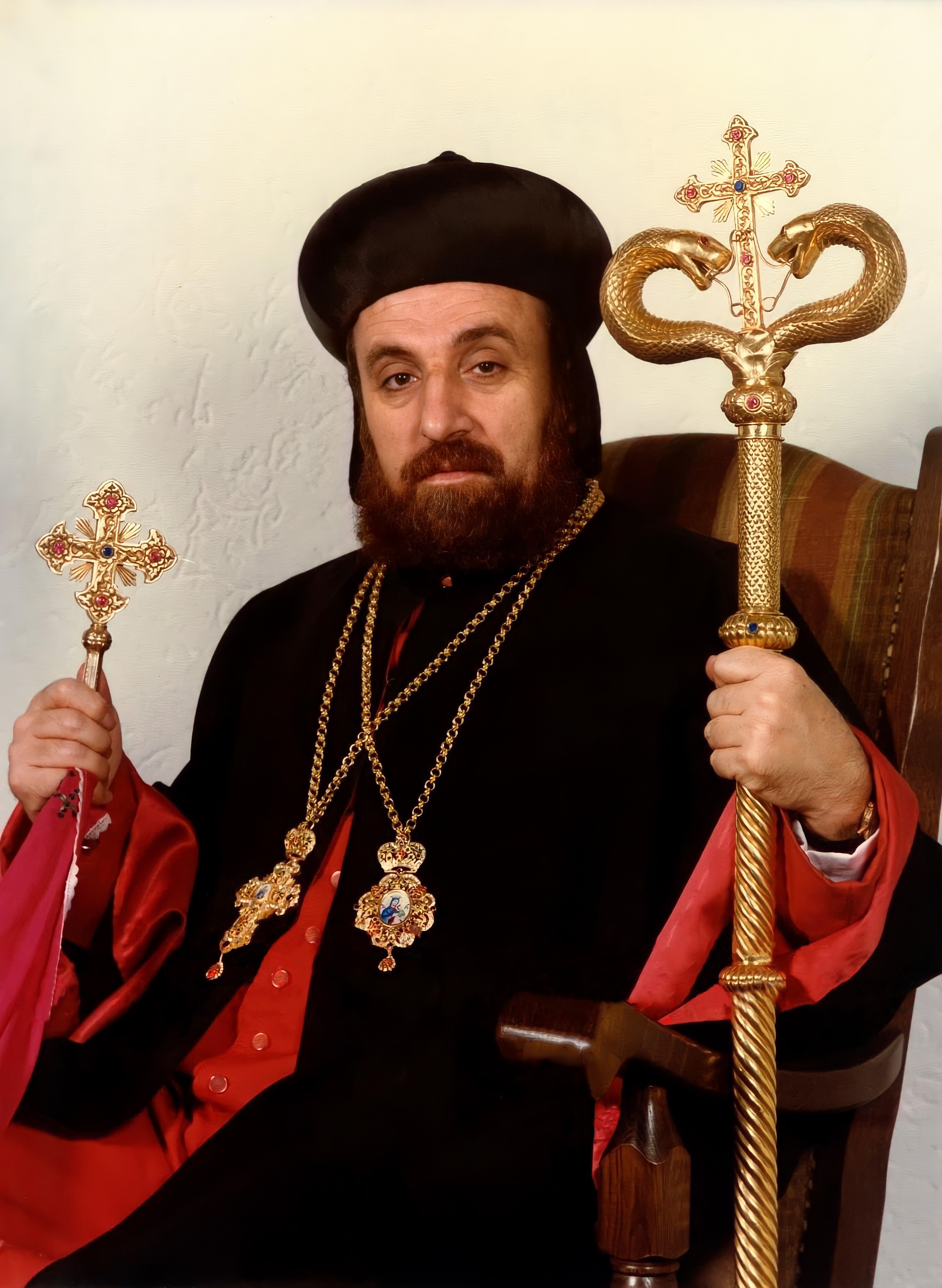
Mor Julius Yeshu Çiçek

Mor Julius Yeshu (Isa) Çiçek, aramäisch: ܡܪܝ ܝܘܠܝܘܤ ܝܫܘܥ ܔܝܔܟ (* 25. März 1942 in Kafro 'Elayto im Tur Abdin (Südosten der Türkei); † 29. Oktober 2005 in Düsseldorf) war der erste Metropolit der syrisch-orthodoxen Diözese von Mitteleuropa und den Benelux-Ländern.

## Leben
Yeshu Çiçek war Sohn des syrisch-orthodoxen Priesters Barsaumo (1908–1993) und seiner Ehefrau Sayde († 1991). Mit neun Jahren ging er an das Seminar von Deyr-ul-Za'faran, wo er Syrisch, Türkisch, Arabisch und Theologie studierte. Nachdem er 1958 zum Diakon ordiniert wurde, war er Sekretär des späteren Metropoliten Mor Philoxenos Hanna Dolabani. Später trat er in das Kloster Mor Cyriacus in der Region Bsheriye (Bitlis) ein und engagierte sich bei der Suche überlebender syrischer und armenischer Christen nach dem Völkermord von 1915.
Im Jahre 1960 wurde er Novize im Kloster Mor Gabriel und lehrte dort am theologischen Seminar. Als Abt Şabo Güneş 1962 verstarb, wurde Yeshu Çiçek zum Abt gewählt und 1969 von Mor Iwannis Ephrem Bilgic, dem Bischof von Tur Abdin, zum Priester geweiht. Nach Aufenthalten in Damaskus, am Priesterseminar von Mor Ephrem an Atshane im Libanon und im Heiligen Land kam er nach Deutschland, wo er die Seelsorge der syrischen Christen in der Diaspora übernahm. Nach einem Zwischenaufenthalt von 1975 bis 1977 in den Vereinigten Staaten, auf Anraten des dortigen Metropoliten Mor Athanasius Yeshu Samuel, kehrte er nach Europa zurück, und zwar nach Hengelo. 1977 wählte ihn die Heilige Synode zum Patriarchalvikar für die neue Diözese von Mittel- und Osteuropa. Er errichtete eine Halle für eine neue syrisch-orthodoxe Kirche des Hl. Johannes des Evangelisten, die durch den späteren Patriarchen Mor Ignatius Jakob III. geweiht wurde. 1978 begann Çiçek mit der Herausgabe des neuen Nachrichtenmagazins der syrisch-orthodoxe Diözese für Mitteleuropa Kolo Suryoyo.Insgesamt veröffentlichte er 144 Ausgaben des Nachrichtenmagazins Kolo Suryoyo.

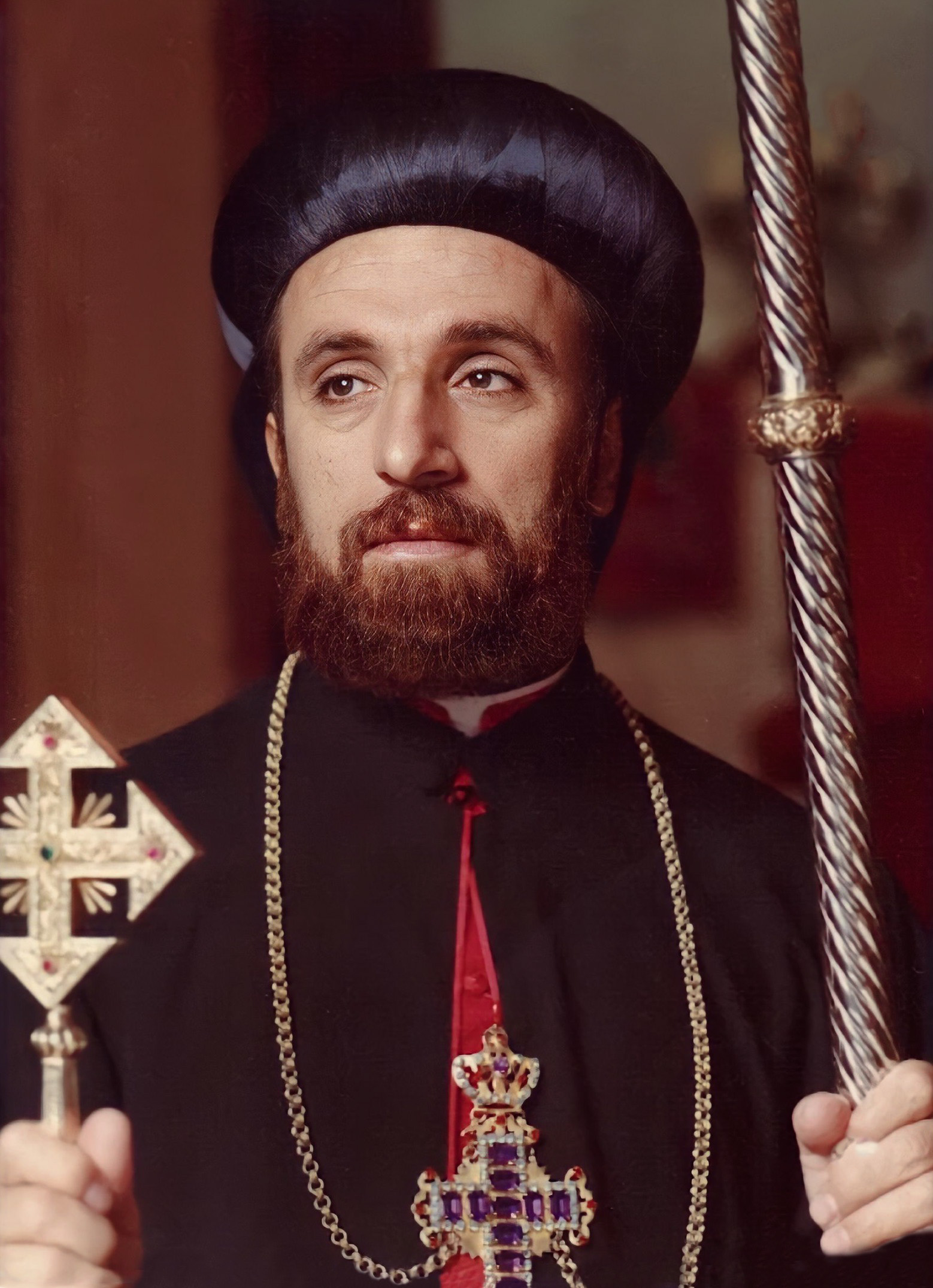
Porträt des Metropoliten Mor Julius Yeshu Çiçek, photographiert im St. Ephrem Kloster in Losser, Niederlande

Am 24. Juni 1979 wurde Dayroyo Yeshu Çiçek in Hengelo zum Erzbischof der syrisch-orthodoxen Diözese für Mitteleuropa durch Patriarch Jakob III. konsekriert, mit dem Namen Mor Julius. Im Jahr 1981 erwarb Mor Julius das ehemalige katholische Kloster St. Ephrem in Losser, Niederlande, und bestimmte es zum Sitz des Erzbischofs. Im Jahr 1984 wurde das Kloster durch den Patriarchen eingeweiht. Die Kirche hatte drei große Klöster: nahe Enschede in den Niederlanden, in Arth in der Schweiz und in Warburg in Deutschland. In von Çiçek gegründeten Klöstern errichtete er Schulen, die Kleriker in der Tradition ihrer Kirche ausbilden.
Mor Julius veröffentlichte bedeutende wissenschaftliche Beiträge für die Kirche im Bar-Hebraeus-Verlag, die über 100 Bücher im Zusammenhang mit der syrisch-orthodoxen Liturgie, Bibel, Geschichte etc. in syrischer und in europäischen Sprachen publizierten.
Insgesamt wurden über 395.000 Exemplare gedruckt und weltweit veröffentlicht. 
Mor Julius beteiligte sich an ökumenischen Dialogen mit der katholischen Kirche in der Pro Oriente und begleitete Patriarch Ignatius Zakka I. Iwas während seines historischen Besuchs in Rom im Jahr 1984, in denen eine Gemeinsame Erklärung mit Papst Johannes Paul II. unterzeichnet wurde.
Bischof Çiçek wurde am 5. November 2005 auf seinem Diözesansitz im Kloster St. Ephräm der Syrer in Losser-Glane (Niederlande) beigesetzt.
Am Tag seiner Beisetzung nahmen über 10.000 Menschen daran teil. 